# 瓜达尔梅利亚托河
瓜达尔梅利亚托河（西班牙語：río Guadalmellato）是西班牙南部瓜达尔基维尔河的一条右侧支流。
莫雷納山脈发源有许多季节性河流，其中瓜达尔瓦沃河、库斯纳河、巴拉斯河流入瓜达尔梅利亚托水库。瓜达尔梅利亚托河发源自该水库，向南流大约5公里后进入圣拉斐尔-德纳瓦利亚纳水库。随后在科爾多瓦的阿尔科雷亚区东部汇入瓜达尔基维尔河。
瓜达尔梅利亚托河在汇入瓜达尔基维尔河之前，部分被人工修建的运河引入科爾多瓦郊区的农田，用以灌溉作物。